# Großpetersdorf
Großpetersdorf (chorvatsky: Veliki Petrštof, maďarsky: Nagyszentmihály) je městys v okrese Oberwart ve spolkové zemi Burgenland v Rakousku.

## Poloha
Obec se nachází v jižním Burgenlandu. Rozkládá se na mírném návrší mezi dvěma potoky: Zickenbach a Tauchenbach. Nadmořská výška městyse je od 270 do 311 m. Plošná rozloha je 31,32 km².

## Části městyse
| Jméno německy   | Jméno chorvatsky | Jméno maďarsky  | Rozloha obce v ha | Počet obyvatel v r. 2011 |
| --------------- | ---------------- | --------------- | ----------------- | ------------------------ |
| Großpetersdorf  | Veliki Petrštof  | Nagyszentmihály | 1769              | 2534                     |
| Kleinpetersdorf | Mali Petrštof    | Kisszentmihály  | 250               | 283                      |
| Kleinzicken     | Mali Cikljin     | Kisciklény      | 141               | 123                      |
| Miedlingsdorf   | Milištrof        | Mérem           | 415               | 236                      |
| Welgersdorf     | Velegaj          | Velege          | 558               | 363                      |

V lednu 2014 žilo v městysi celkem 3538 obyvatel.

## Historie

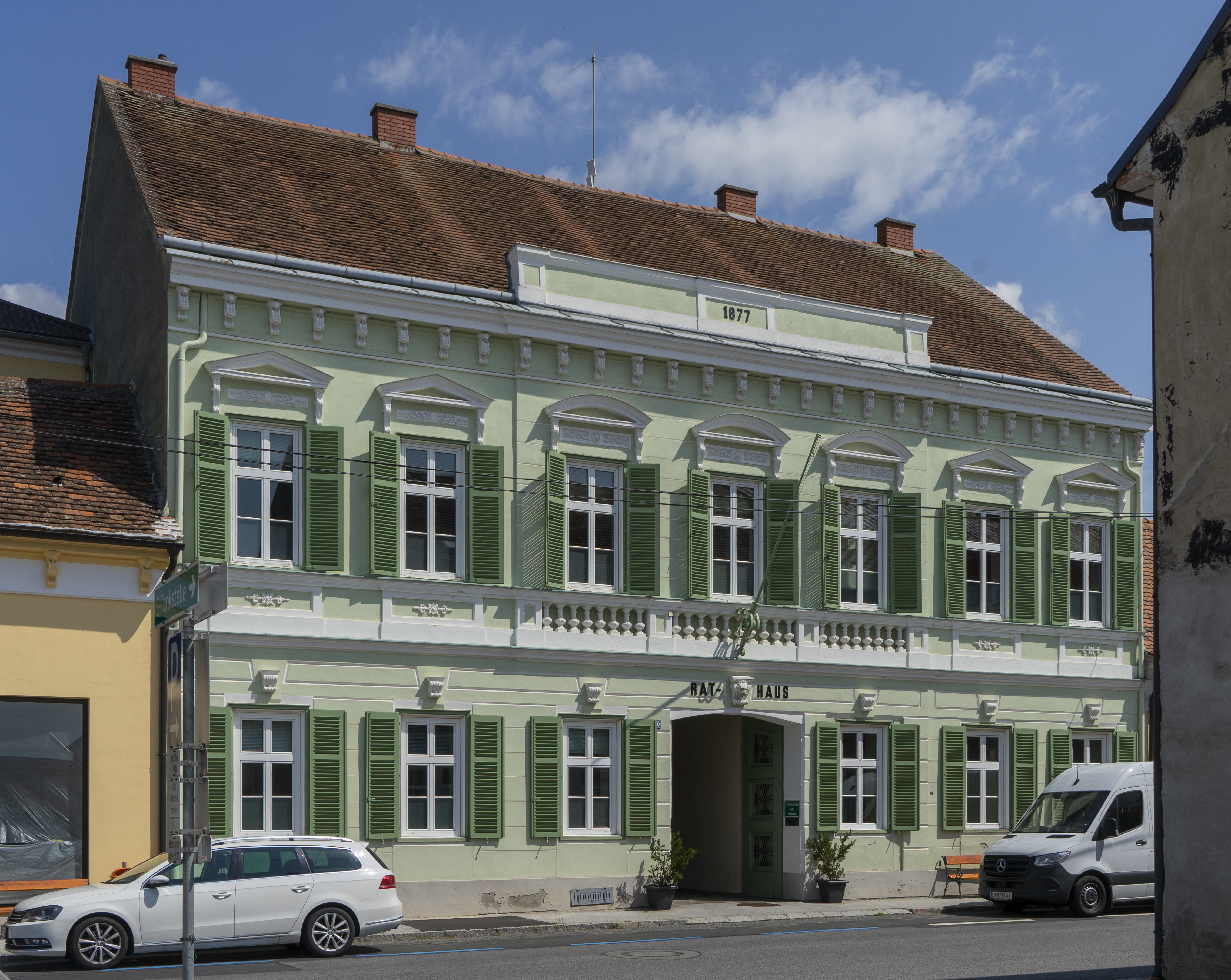
Radnice v Grosspetersdorfu

První zmínky o obci se datují do období kolem roku 1200.
Místo, tak jako celý Burgenland, bylo až do roku 1920 součástí Maďarska. Od roku 1898 musel být používán jen maďarský název obce Nagyszentmihály.
Po skončení první světové války, na základě smlouvy ze St. Germain a Trianonu, se od roku 1921 stala obec součástí Rakouska.
Obec byla povýšena na městys od roku 2000.

## Doprava
Městys má přímé napojení na zemskou silnici B63, po níž je dobré spojení s okresním městem Oberwart a také napojení na dálnici A2. Kromě toho obcí procházejí a kříží se tu silnice L105, L106, L244, L272 a L385.
V současnosti je v Großpetersdorfu konečná stanice na železniční trati Pinkatalbahn. V posledních letech se ale uvažuje o prodloužení trati až do maďarského města Szombathely.